# Santo André (Estremoz)
Santo André ist ein portugiesischer Ort und eine ehemalige Gemeinde (Freguesia) im Kreis (Concelho) von Estremoz mit 2376 Einwohnern (Stand 30. Juni 2011).
Am 29. September 2013 wurden die Gemeinden Estremoz (Santo André) und Estremoz (Santa Maria) zur neuen Gemeinde União das Freguesias de Estremoz (Santa Maria e Santo André) zusammengeschlossen.

## Das Gemeindegebiet
Santo André ist ein Ort und eine ehemalige Gemeinde und bildet zusammen mit Santa Maria das Stadtgebiet von Estremoz. Das Gemeindegebiet von Santo André weist dabei eine Kuriosität auf: es ist vollkommen umschlossen vom Gebiet der vielfach größeren Gemeinde Santa Maria, gleichzeitig umschließt es seinerseits vollständig die Burg von Estremoz, die als Exklave zur Gemeinde Santa Maria gehört.

## Politik
Seit der Kommunalwahl 2009 in Portugal wird Santo André nicht von einer der großen Parteien regiert, sondern von der Bürgerliste MiETZ – Movimento independendte por Estremoz (port. für: Unabhängige Bewegung für Estremoz).

## Kultur und Sehenswürdigkeiten
Eine Reihe Sehenswürdigkeiten der Stadt Estremoz liegen in der Gemeinde Santo André. Dazu gehören u. a. Bürgerhäuser und Stadtpaläste, Steinbrunnen und Steinkreuze, und der Schandpfahl von 1512.
Auch eine Reihe Sakralbauten sind zu nennen, darunter das im 16. Jahrhundert als Renaissancebau errichtete und im 17. Jahrhundert zum Barock-Kloster ausgebaute Convento dos Congregados. Der Bau gilt als Prototyp für den imposanten Palácio Nacional de Mafra und beherbergt heute die Stadtverwaltung (Câmara Municipal de Estremoz), die Stadtbibliothek (Biblioteca Municipal) und das Museu de Arte Sacra de Estremoz, ein Museum für sakrale Kunst.
Sehenswert sind zudem historische Gebäude wie das 1916 errichtete Teatro Bernardim Ribeiro, oder auch das Café Águias d' Ouro (dt.: Café Goldener Adler, offiziell Edifício no Rossio do Marquês de Pombal, n.º 27, dt.: Gebäude am Platz des Marquês de Pombal Nr. 27), einem aufwendigen Jugendstilgebäude am zentralen Platz der Stadt.